# Discestra colleti
Discestra colleti là một loài bướm đêm trong họ Noctuidae.